# Know-how-Computer

Ein Programm für die Addition von 4 und 5 auf dem WDR-Papiercomputer

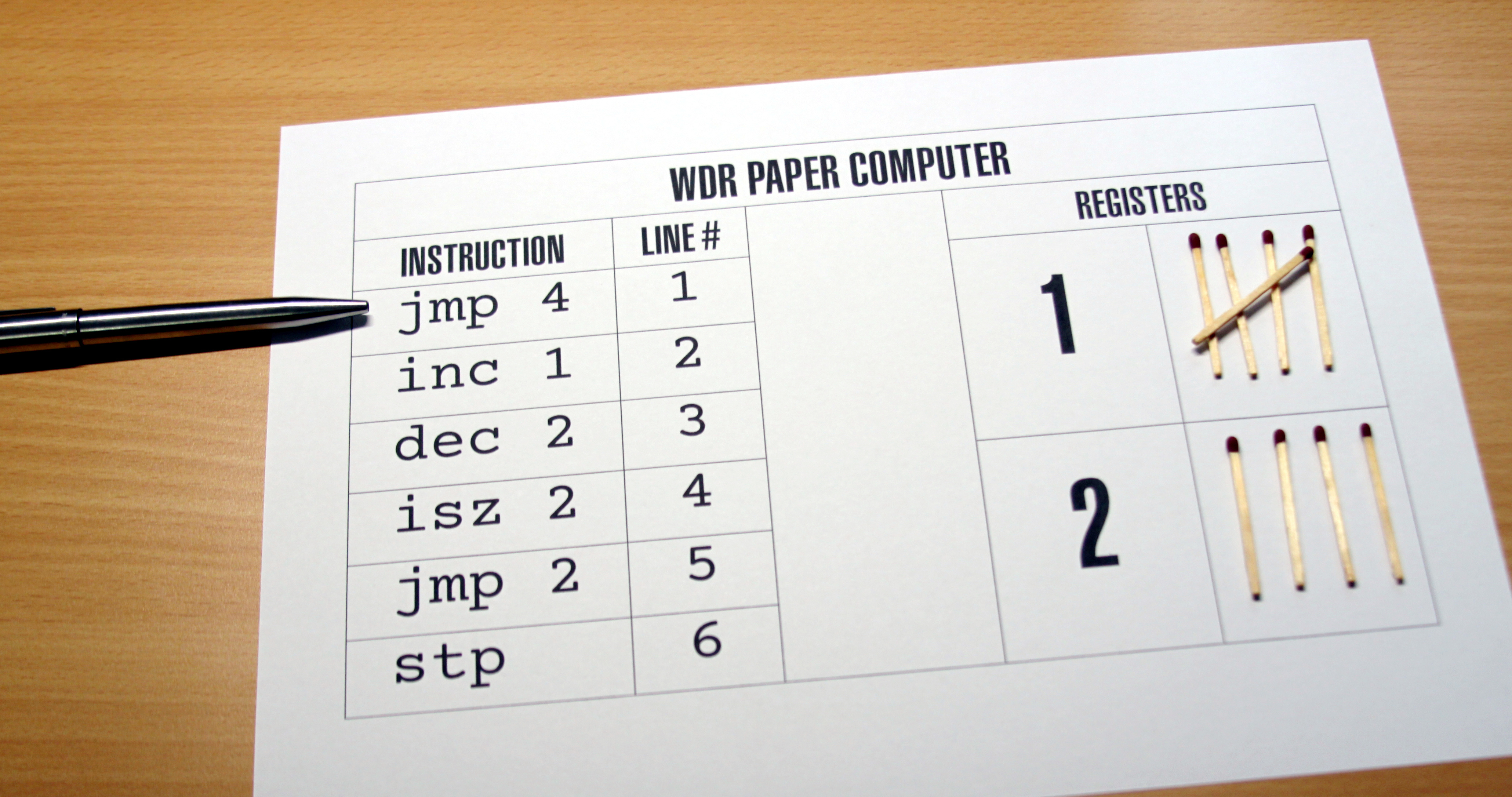
Die Papierversion des Computers beim ersten Schritt des obigen Additionsprogramms

Der  Know-how-Computer oder WDR-Papiercomputer ist ein Lehrmittel, das die Arbeitsweise eines Computers mithilfe von Streichhölzern auf vorgedruckten Feldern auf einem Bogen Papier darstellt. Damit können Interessierte lernen, wie ein Computer arbeitet, ohne einen elektronischen Computer zur Verfügung zu haben; zum Zeitpunkt der Veröffentlichung war der Besitz eines Computers nicht so selbstverständlich wie heutzutage. Somit diente dieser „Computer“ als pädagogische Hilfe im Bereich der Informatik. Der Know-how-Computer wurde von Wolfgang Back und Ulrich Rohde entwickelt und in der Fernsehsendung Know How Computerclub (später WDR Computerclub) im Jahre 1983 erstmals vorgestellt.
Er wurde gleichfalls in den Zeitschriften mc und PC Magazin veröffentlicht.
Der „Computer“ arbeitet auf Papier; die vorgedruckten Felder repräsentieren einzelne Register, während der Registerinhalt durch die Streichhölzer dargestellt wird. Nur fünf Befehle reichen aus, um daraufaufbauend alle mathematischen Funktionen darstellen zu können. Dieser Übungscomputer auf Papier wurde in über 400.000 Exemplaren verschickt und gehörte damals zu den Computern mit der weitesten Verbreitung. Eine Implementierung als Computerprogramm ist auf Wolfgang Backs Website erhältlich.
Die Arbeitsweise ist an Registermaschinen angelehnt (der Artikel der mc bezieht sich auf Elmar Cohors-Fresenborg), entspricht aber mehr dem Ansatz von Shepherdson und Sturgis.
Eine abgeleitete Version wird als „Know How Computer“ in Namibia im Schulunterricht verwendet. Rheinland-Pfalz verwendet im digitalen Schulbuch inf-schule für den Informatikunterricht ein Rechnermodell, das auf dem Papiercomputer aufbaut: Ein didaktisches Modell, genannt Murmelrechner zur Entwicklung der Grundideen mit Lernenden, eine didaktische Simulation (genannt BONSAI), die an der ebenfalls existierenden Realisierung in Hardware orientiert ist. 